# Holub József (építész, 1851–1911)
Holub József (Tratenau, Csehország, 1851. július 29. – Budapest, 1911. november 14.) magyar építész és építőmester.

## Élete
A csehországi Trutnov településen született, szülei Holub Ferenc és Moser Anna. A 19. század végén, 20. század elején több budapesti bérházat tervezett. Több épület esetében kivitelezőként vett részt a munkálatokban. 1879. augusztus 19-én Budapesten, a terézvárosi plébániatemplomban házasságot kötött Wehrl Karolinával. Nejével az Istenhegyi út 11. szám alatt laktak, itt hozta létre a Holub és Társa Építési Irodát. Sírja a Farkasréti temetőben található.

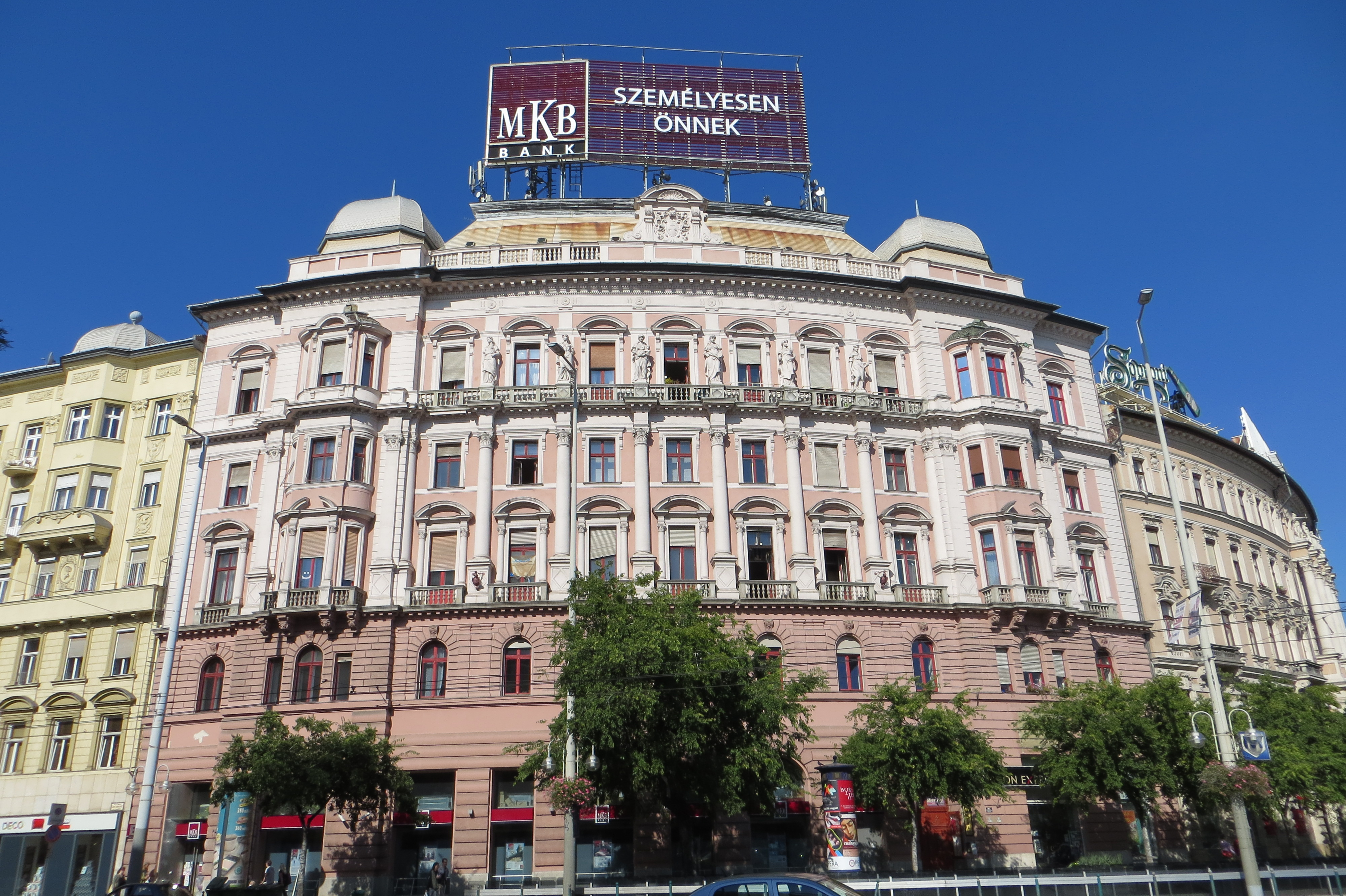
Hatschek-bérház

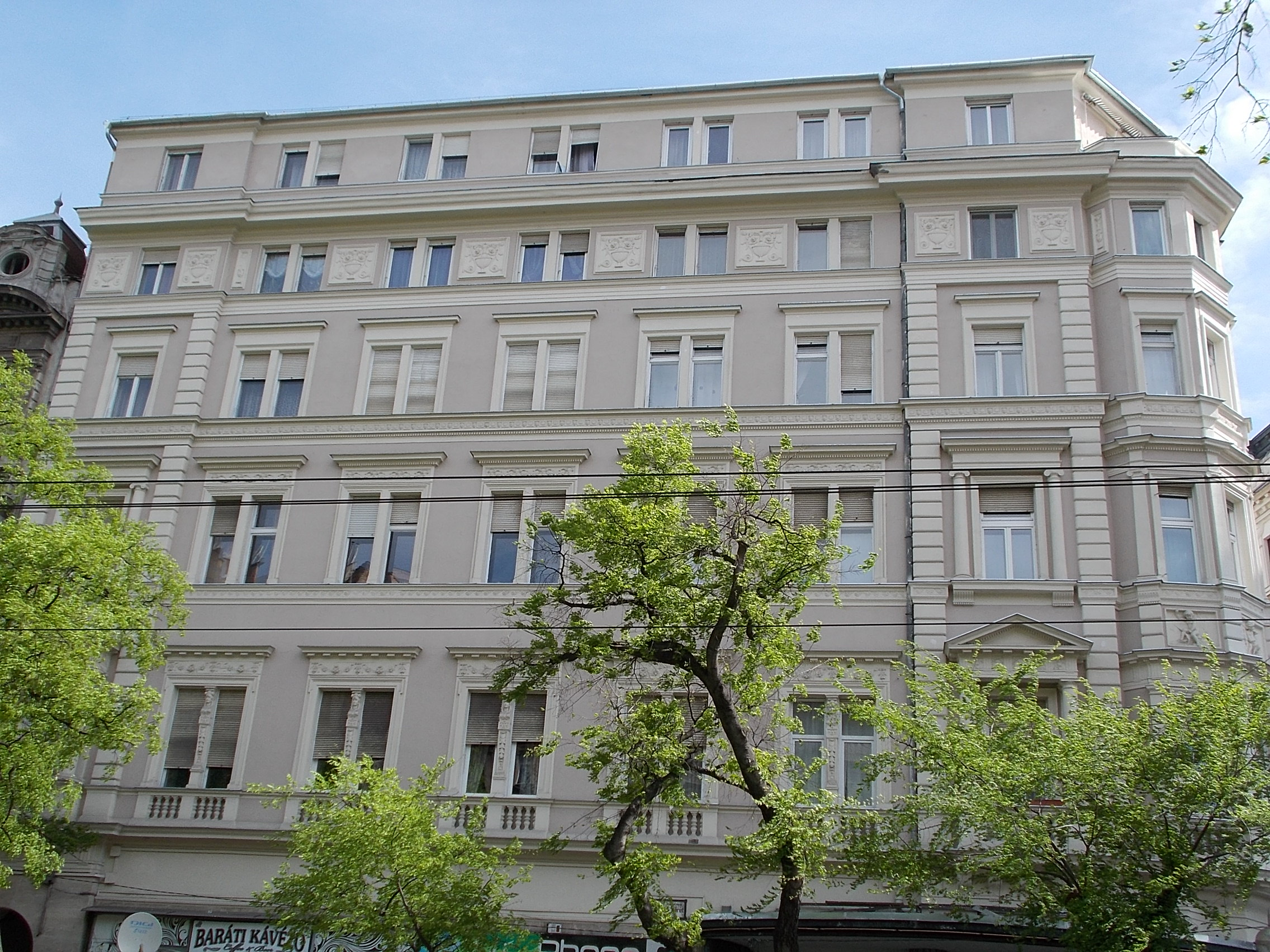
Holub-bérház

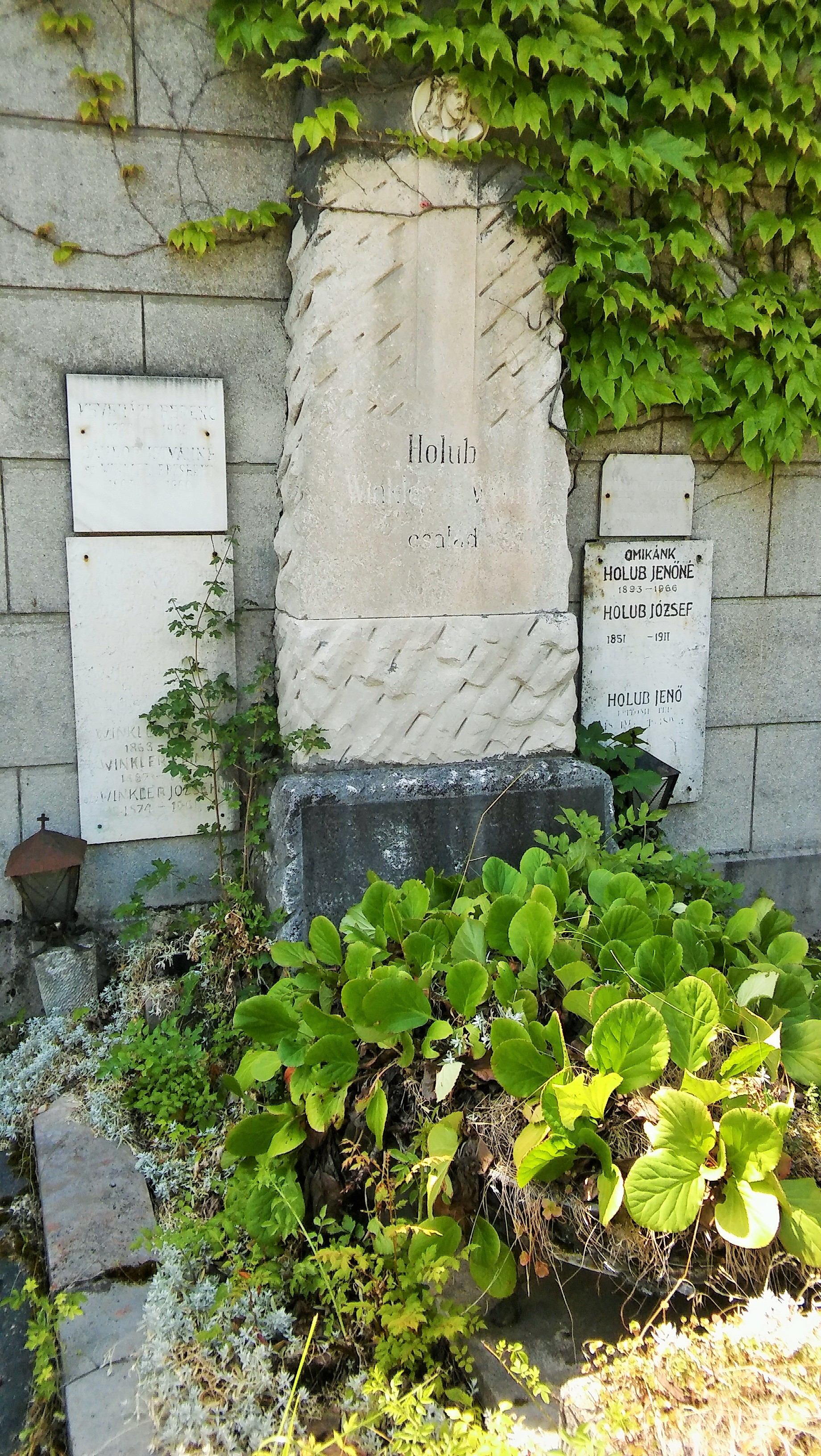
Holub József nyughelye (Farkasréti temető Árkádsora)

## Ismert épületei
- 1886: Pannónia-malom 3 emelet ráépítés, Budapest, Pannónia utca 60-68.[9]
- 1886: Holub-bérház, Budapest, József körút 75.
- 1887–1888: Amon-bérház, Budapest, Teréz körút 19.[10][11]
- 1890–1891: Puhrer-bérház (I.), Budapest, Zichy Jenő u. 45.[12]
- 1890–1891: Puhrer-bérház (II.), Budapest, Zichy Jenő u. 47.[12]
- 1893: Hatschek-bérház, Budapest, Nyugati tér 5. / Szent István körút 32.[13][14]
- 1897–1898: Holub-bérház, Budapest, Erzsébet körút 13.[15]

### Kivitelezőként
- 1884: bérház, Budapest, Rózsa utca 1. (tervező: Steinberg Alfréd)[6]
- 1885–1887: Freund-Sváb-bérház, Budapest, Teréz körút 7. (tervező: Freund Vilmos)[16]
- 1891–1892: Sváb-bérház, Budapest, József körút 30-32. (tervező: Freund Vilmos)[17]
- 1895–1898: bérház, Budapest, Király u. 63-65. (tervező: Freund Vilmos)[18]
- 1898: bérház, Budapest, Erzsébet körút 13. (tervezte: Pucher József)[19]

## Egyéb irodalom
- Bolla Zoltán: Újlipótváros építészete 1861–1945. Budapest: Ariton Kft. 2019.  ISBN 9786150058528
- Déry Attila: Pest építészeti topográfiája III. VI–VII. kerület, Terézváros-Erzsébetváros. Budapest, 2006.
- Déry Attila: Pest építészeti topográfiája IV. VIII. kerület, Józsefváros. Budapest, 2007.